# Підшумлянці
Підшумля́нці — село Івано-Франківського району Івано-Франківської області. Входить до складу Більшівцівської селищної громади. Розташоване за 23 км від міста Галич. Населення становить 30 осіб.
В 1897 р. через село пролягла Східньогалицька локальна залізниця (існувала до 1944 р.).
У 1939 році в селі проживало 950 мешканців (550 українців, 385 поляків, 15 євреїв).